# Isatis karjaginii
Isatis karjaginii là một loài thực vật có hoa trong họ Cải. Loài này được Schischk. mô tả khoa học đầu tiên.